# كامالا ديفي
كامالا ديفي هي ممثلة هندية (وحملت سابقاً جنسية الراج البريطاني)، ولدت في 8 أكتوبر 1934 بمومباي في الهند.

## وصلات خارجية
- كامالا ديفي على موقع IMDb (الإنجليزية)
- كامالا ديفي على موقع قاعدة بيانات الفيلم (الإنجليزية)